# One Directions diskografi
Det irsk-engelske boy band One Direction har udgivet fem studiealbum, en EP, 17 singler (inklusive 2 velgørenhedssingler), to videoalbums og 17 musikvideoer. De skrev kontrakt med Simon Cowells pladeselskab Syco Records efter at være blevet dannet og afsluttet syvende sæson af den britiske sangkonkurrence The X Factor i 2010. De underskrev efterfølgende en kontrakt med det amerikanske Columbia Records. One Direction: This Is Us, der er en officiel dokumentarfilm blev udgivet den 30. august 2013 i England og den 29. august 2013 i USA. Den inkluderer film fra koncerter samt fortællingen om bandets medlemmer, og den gik i en begrænset periode i biografen.
Gruppens debutalbum Up All Night blev udgivet i november 2011. Det toppede hitlisterne i 16 lande. Førstesinglen, "What Makes You Beautiful", blev et internationalt hit, og den neåde nummer 1 i Storbritannien og nummer 4 i USA; den er siden blevet certificeret fire og seks gange platin i henholdsvis USA og Australien. De efterfølgende singler, "Gotta Be You" og "One Thing", blev top 10 hits i Storbritannien. Bandets andet studiealbum Take Me Home blev udgivet i november 2012. Albummet solgte 540.000 eksemplarer i den første uge i USA og gik direkte ind som nummer 1 i 35 lane. Førstesinglen, "Live While We're Young", blev One Directions højest placerede single i flere lande og den havde det højeste salgstal for en sang fra en ikke-amerikaner. De efterfølgende singler, "Little Things" og "Kiss You", havde moderat succes.
One Directions tredje studiealbum, Midnight Memories, blev udgivet den 25. november 2013. Albummet blev fulgt op af førstesinglen "Best Song Ever" og den anmelderroste single "Story of My Life". Albummet blev en kommerciel succes og debuterde som nummer 1 på UK Albums Chart og Billboard 200, hvilket gjorde det One Direction til det første band i verden, der har haft deres første tre albums til at debutere på toppen af Billboard 200. Med deres fjerde album, Four, udvidede rekorden til fire på hinanden følgende albums som nummer 1. Deres næste album, Made in the A.M., blev fulgt op af singlen "Drag Me Down". I oktober 2015 udsendte gruppen den anden single; "Perfect". I august 2016 havde gruppen solgt 20 millioner albums på verdensplan.

## Albums

### Studiealbums
| Titel             | Albumdetaljer                                                                                   | Højeste hitlisteplacering | Højeste hitlisteplacering | Højeste hitlisteplacering | Højeste hitlisteplacering | Højeste hitlisteplacering | Højeste hitlisteplacering | Højeste hitlisteplacering | Højeste hitlisteplacering | Højeste hitlisteplacering | Højeste hitlisteplacering | Salgstal                                        | Certificering |
| Titel             | Albumdetaljer                                                                                   | UK                        | AUS                       | BEL                       | CAN                       | DEN                       | IRE                       | NL                        | NZ                        | SWE                       | US                        | Salgstal                                        | Certificering |
| ----------------- | ----------------------------------------------------------------------------------------------- | ------------------------- | ------------------------- | ------------------------- | ------------------------- | ------------------------- | ------------------------- | ------------------------- | ------------------------- | ------------------------- | ------------------------- | ----------------------------------------------- | --- |
| Up All Night      | - Udgivet: 18 November 2011 - Pladeselskab: Syco, Columbia - Formater: CD, digital download     | 2                         | 1                         | 7                         | 1                         | 4                         | 1                         | 7                         | 1                         | 1                         | 1                         | - WW: 5,000,000 - UK: 1,199,796 - US: 2,095,000 | - BPI: 3× Platin - ARIA: 5× Platin - GLF: Platin - IRMA: 3× Platin - MC: 3× Platin - RIAA: 2× Platin - RMNZ: 3× Platin                |
| Take Me Home      | - Udgivet: 9 November 2012 - Pladeselskab: Syco, Columbia - Formater: CD, digital download      | 1                         | 1                         | 1                         | 1                         | 1                         | 1                         | 1                         | 1                         | 1                         | 1                         | - WW: 5,000,000 - UK: 1,027,538 - US: 2,043,000 | - BPI: 3× Platin - ARIA: 3× Platin - GLF: Platin - IRMA: 3× Platin - MC: 3× Platin - NVPI: Platin - RIAA: 2× Platin - RMNZ: 2× Platin |
| Midnight Memories | - Udgivet: 25 November 2013 - Pladeselskab: Syco, Columbia - Formater: CD, digital download     | 1                         | 1                         | 1                         | 1                         | 1                         | 1                         | 2                         | 2                         | 1                         | 1                         | - WW: 4,000,000 - UK: 962,000+ - US: 1,552,000  | - BPI: 3× Platin - ARIA: 2× Platin - GLF: Guld - IRMA: 3× Platin - MC: 2× Platin - RIAA: Platin - RMNZ: Platin                        |
| Four              | - Udgivet: 17 November 2014 - Pladeselskab: Syco, Columbia - Formater: CD, LP, digital download | 1                         | 1                         | 1                         | 1                         | 1                         | 1                         | 1                         | 1                         | 1                         | 1                         | - WW: 3,200,000 - CAN: 98,000 - US: 1,064,000   | - BPI: 2× Platin - ARIA: 2× Platin - GLF: Platin - MC: Platin - RIAA: Platin - RMNZ: Platin                                           |
| Made in the A.M.  | - Udgivet: 13 November 2015 - Pladeselskab: Syco, Columbia - Formater: CD, LP, digital download | 1                         | 2                         | 1                         | 2                         | 4                         | 1                         | 3                         | 2                         | 2                         | 2                         | - WW: 3,500,000 - UK: 543,000 - US: 1,000,000+  | - BPI: Platin - ARIA: Platin - MC: Platin - RIAA: Platin - RMNZ: Guld                                                                 |

### Ep'er
| Titel                                 | Albumdetaljer                                                                 | Højeste hitlisteplacering | Højeste hitlisteplacering |
| Titel                                 | Albumdetaljer                                                                 | US                        | FRA                       |
| ------------------------------------- | ----------------------------------------------------------------------------- | ------------------------- | ------------------------- |
| iTunes Festival: London 2012          | - Udgivet: 20 September 2012 - Label: Syco Records - Format: Digital download | 140                       | —                         |
| Live While We're Young EP             | - Udgivet: 28 September 2012 - Label: Syco Records - Format: Digital download | —                         | 73                        |
| Best Song Ever (from "This Is Us") EP | - Udgivet: 19 July 2013 - Label: Syco Records - Format: Digital download      | —                         | —                         |
| Midnight Memories EP                  | - Udgivet: 7 March 2014 - Label: Syco Records - Format: Digital download      | —                         | —                         |
| You & I EP                            | - Udgivet: 23 May 2014 - Label: Syco Records - Format: Digital download       | —                         | —                         |
| Perfect EP                            | - Udgivet: 22 October 2015 - Label: Syco Records - Format: Digital download   | —                         | —                         |

### Videoalbums
| Titel                                       | Albumdetaljer                                                               | Højeste hitlisteplacering | Højeste hitlisteplacering | Højeste hitlisteplacering | Højeste hitlisteplacering | Salgstal     | Certificering                                                                             |
| Titel                                       | Albumdetaljer                                                               | UK                        | AUS                       | CAN                       | US                        | Salgstal     | Certificering                                                                             |
| ------------------------------------------- | --------------------------------------------------------------------------- | ------------------------- | ------------------------- | ------------------------- | ------------------------- | ------------ | ----------------------------------------------------------------------------------------- |
| One Direction: Up All Night – The Live Tour | - Udgivet: 28 May 2012 - Pladeselskab: Syco, Columbia - Format: DVD         | 6                         | 1                         | 1                         | 1                         | - UK: 61,000 | - BPI: 2× Platin - ARIA: 10× Platin - AMPROFON: Diamond - MC: 6× Platin - RIAA: 2× Platin |
| Where We Are: Live From San Siro Stadium    | - Udgivet: 1 December 2014 - Pladeselskab: Syco, Columbia - Format: DVD, BD | 1                         | 1                         | —                         | 1                         |              | - BPI: 2× Platin - ARIA: 4× Platin - AMPROFON: Guld - RIAA: Platin                        |

## Singler

### Som primær kunstner
| Titel                                                      | År   | Højeste hitlisteplacering | Højeste hitlisteplacering | Højeste hitlisteplacering | Højeste hitlisteplacering | Højeste hitlisteplacering | Højeste hitlisteplacering | Højeste hitlisteplacering | Højeste hitlisteplacering | Højeste hitlisteplacering | Højeste hitlisteplacering | Certificering | Album             |
| Titel                                                      | År   | UK                        | AUS                       | BEL (Fl)                  | CAN                       | DEN                       | IRE                       | NL                        | NZ                        | SWE                       | US                        | Certificering | Album             |
| ---------------------------------------------------------- | ---- | ------------------------- | ------------------------- | ------------------------- | ------------------------- | ------------------------- | ------------------------- | ------------------------- | ------------------------- | ------------------------- | ------------------------- | --- | ----------------- |
| "What Makes You Beautiful"                                 | 2011 | 1                         | 7                         | 8                         | 7                         | 26                        | 1                         | 63                        | 2                         | 29                        | 4                         | - BPI: Platin - ARIA: 7× Platin - BEA: Guld - GLF: 4× Platin - MC: 8× Platin - RIAA: 4× Platin - RMNZ: 2× Platin | Up All Night      |
| "Gotta Be You"                                             | 2011 | 3                         | —                         | —                         | —                         | —                         | 3                         | —                         | —                         | —                         | —[A]                      | | Up All Night      |
| "One Thing"                                                | 2012 | 9                         | 3                         | 37                        | 17                        | —                         | 6                         | 72                        | 16                        | —                         | 39                        | - BPI: Sølv - ARIA: 4× Platin - MC: 3× Platin - RIAA: Platin - RMNZ: Guld                                        | Up All Night      |
| "More than This"                                           | 2012 | 86                        | 49                        | —                         | —                         | —                         | 39                        | —                         | —                         | —                         | —                         | - ARIA: Guld | Up All Night      |
| "Live While We're Young"                                   | 2012 | 3                         | 2                         | 7                         | 2                         | 4                         | 1                         | 3                         | 1                         | 23                        | 3                         | - BPI: Guld - ARIA: 2× Platin - GLF: Platin - MC: 2× Platin - RIAA: Platin - RMNZ: Platin                        | Take Me Home      |
| "Little Things"                                            | 2012 | 1                         | 9                         | 30                        | 20                        | 23                        | 2                         | —                         | 2                         | 27                        | 33                        | - BPI: Platin - ARIA: 2× Platin - GLF: Platin - MC: 2× Platin - RIAA: Platin - RMNZ: Guld                        | Take Me Home      |
| "Kiss You"                                                 | 2013 | 9                         | 13                        | 30                        | 30                        | 24                        | 7                         | 30                        | 13                        | 50                        | 46                        | - BPI: Guld - ARIA: Platin - GLF: Platin - MC: 2× Platin - RIAA: Guld - RMNZ: Guld                               | Take Me Home      |
| "One Way or Another (Teenage Kicks)"                       | 2013 | 1                         | 3                         | 5                         | 9                         | 1                         | 1                         | 1                         | 3                         | 28                        | 13                        | - BPI: Guld - ARIA: 2× Platin - BEA: Guld - GLF: Guld - MC: Platin - RIAA: Guld - RMNZ: Guld                     | Midnight Memories |
| "Best Song Ever"                                           | 2013 | 2                         | 4                         | 12                        | 2                         | 2                         | 2                         | 5                         | 3                         | 22                        | 2                         | - BPI: Guld - ARIA: Platin - GLF: Guld - MC: 2× Platin - RIAA: Platin - RMNZ: Guld                               | Midnight Memories |
| "Story of My Life"                                         | 2013 | 2                         | 3                         | 3                         | 3                         | 1                         | 1                         | 3                         | 1                         | 8                         | 6                         | - BPI: Platin - ARIA: 2× Platin - GLF: Guld - MC: 4× Platin - RIAA: 3× Platin - RMNZ: Platin                     | Midnight Memories |
| "Midnight Memories"                                        | 2014 | 39                        | 45                        | 4                         | 35                        | 2                         | 3                         | 5                         | 3                         | —                         | 12                        | | Midnight Memories |
| "You & I " and "You & I (Big Payno Remix)"                 | 2014 | 19                        | 23                        | 17                        | 78                        | 38                        | 7                         | 32                        | 22                        | 21                        | 68                        | - BPI: Silver | Midnight Memories |
| "Steal My Girl"                                            | 2014 | 3                         | 9                         | 15                        | 16                        | 1                         | 3                         | 31                        | 9                         | 18                        | 13                        | - BPI: Platin - ARIA: Platin - MC: Platin - RMNZ: Guld - RIAA: Guld                                              | Four              |
| "Night Changes"                                            | 2014 | 7                         | 33                        | —[M]                      | 20                        | —                         | 13                        | 76                        | 11                        | 40                        | 31                        | - BPI: Guld - ARIA: Guld - MC: Platin - RMNZ: Guld - RIAA: Platin                                                | Four              |
| "Drag Me Down"                                             | 2015 | 1                         | 1                         | 5                         | 4                         | 5                         | 1                         | 5                         | 1                         | 6                         | 3                         | - BPI: Platin - ARIA: Platin - GLF: Platin - MC: 3× Platin - RMNZ: Guld                                          | Made in the A.M.  |
| "Perfect"                                                  | 2015 | 2                         | 4                         | 9                         | 13                        | 25                        | 1                         | 28                        | 7                         | 12                        | 10                        | - BPI: Platin - ARIA: 2× Platin - MC: 2× Platin - RMNZ: Platin                                                   | Made in the A.M.  |
| "History"                                                  | 2015 | 6                         | 25                        | 44                        | 46                        | —                         | 8                         | 72                        | 14                        | 63                        | 65                        | - BPI: Platin - ARIA: Guld - MC: Guld - RMNZ: Platin                                                             | Made in the A.M.  |
| "—" denotes single that did not chart or was not released. |      |                           |                           |                           |                           |                           |                           |                           |                           |                           |                           | |                   |

### Som gæsteoptrædende
| "Heroes" (as part of The X Factor Finalists 2010)                                 | 2010 | 1  | — | — | — | —  | 1  | — | — | —  | - A charity single for Help for Heroes.          |
| "Wishing on a Star" (The X Factor finalists 2011 featuring JLS and One Direction) | 2011 | 1  | — | — | — | —  | 1  | — | — | —  | - A charity single for Together for Short Lives. |
| "God Only Knows" (as BBC Music and Friends)                                       | 2014 | 20 | — | — | — | —  | 77 | — | — | —  | - A charity single for Children in Need.         |
| "Do They Know It's Christmas?" (as part of Band Aid 30)                           | 2014 | 1  | 3 | 1 | 8 | 35 | 1  | 4 | 2 | 63 | - A charity single for the Ebola crisis.         |
| "—" denotes recording that did not chart or was not released.                     |      |    |   |   |   |    |    |   |   |    |                                                  |

### Promotional singles
| Titel                                                         | År   | Højeste hitlisteplacering | Højeste hitlisteplacering | Højeste hitlisteplacering | Højeste hitlisteplacering | Højeste hitlisteplacering | Højeste hitlisteplacering | Højeste hitlisteplacering | Højeste hitlisteplacering | Højeste hitlisteplacering | Højeste hitlisteplacering | Album             |
| Titel                                                         | År   | UK                        | AUS                       | BEL                       | CAN                       | DEN                       | IRE                       | NL                        | NZ                        | SWE                       | US                        | Album             |
| ------------------------------------------------------------- | ---- | ------------------------- | ------------------------- | ------------------------- | ------------------------- | ------------------------- | ------------------------- | ------------------------- | ------------------------- | ------------------------- | ------------------------- | ----------------- |
| "Diana"                                                       | 2013 | 58                        | —[L]                      | 3                         | 23                        | 1                         | 2                         | 3                         | 2                         | 55                        | 11                        | Midnight Memories |
| "Strong"                                                      | 2013 | 48                        | —                         | 6                         | 44                        | 3                         | 22                        | 4                         | 1                         | 58                        | 87                        | Midnight Memories |
| "Ready to Run"                                                | 2014 | 44                        | —                         | —                         | 60                        | 10                        | —                         | —                         | 29                        | 58                        | 77                        | Four              |
| "Where Do Broken Hearts Go"                                   | 2014 | 47                        | —                         | —                         | 90                        | —                         | 69                        | —                         | —                         | —                         | 88                        | Four              |
| "18"                                                          | 2014 | 45                        | —                         | —                         | 84                        | —                         | 84                        | —                         | —                         | 46                        | 87                        | Four              |
| "Girl Almighty"                                               | 2014 | 65                        | —                         | —                         | —                         | —                         | —                         | —                         | —                         | —                         | —                         | Four              |
| "Fool's Gold"                                                 | 2014 | 74                        | —                         | —                         | —                         | —                         | —                         | —                         | —                         | —                         | —                         | Four              |
| "Infinity"                                                    | 2015 | 36                        | 22                        | —                         | 40                        | —                         | 38                        | 59                        | 28                        | 42                        | 54                        | Made in the A.M.  |
| "Home"                                                        | 2015 | 96                        | 48                        | 37                        | —                         | —                         | 84                        | —                         | —                         | —                         | 74                        | Perfect EP        |
| "End of the Day"                                              | 2015 | 73                        | 58                        | —                         | 67                        | —                         | 41                        | 96                        | —[B]                      | 59                        | —[O]                      | Made in the A.M.  |
| "Love You Goodbye"                                            | 2015 | 78                        | 75                        | —                         | 80                        | —                         | 45                        | —                         | —                         | 71                        | —[P]                      | Made in the A.M.  |
| "What a Feeling"                                              | 2015 | 90                        | 77                        | —                         | —                         | —                         | 59                        | 94                        | —                         | 74                        | —[Q]                      | Made in the A.M.  |
| "—" denotes recording that did not chart or was not released. |      |                           |                           |                           |                           |                           |                           |                           |                           |                           |                           |                   |

## Other charted songs
| "Na Na Na"                                                    | 2011 | —   | 86 | —  | —   | 27 | —  | —  | —  | —    | Up All Night      |
| "Another World"                                               | 2011 | 85  | 66 | —  | —   | —  | —  | —  | —  | —    | Up All Night      |
| "Moments"                                                     | 2011 | 118 | 60 | —  | 87  | —  | —  | —  | —  | —    | Up All Night      |
| "Stand Up"                                                    | 2011 | —   | 80 | —  | —   | —  | —  | —  | —  | —    | Up All Night      |
| "Up All Night"                                                | 2011 | —   | —  | —  | —   | —  | —  | —  | —  | —[C] | Up All Night      |
| "I Should Have Kissed You"                                    | 2012 | 55  | 71 | —  | —   | —  | —  | 27 | —  | —    | Up All Night      |
| "Nobody Compares"                                             | 2012 | 174 | —  | —  | 79  | —  | —  | —  | —  | —[D] | Take Me Home      |
| "She's Not Afraid"                                            | 2012 | 171 | —  | —  | 89  | —  | —  | —  | —  | —[E] | Take Me Home      |
| "Still the One"                                               | 2012 | 197 | —  | —  | 97  | —  | —  | —  | —  | —[F] | Take Me Home      |
| "Heart Attack"                                                | 2012 | —   | —  | —  | 100 | —  | —  | —  | —  | —[G] | Take Me Home      |
| "Rock Me"                                                     | 2012 | —   | —  | —  | —   | —  | —  | —  | —  | 98   | Take Me Home      |
| "They Don't Know About Us"                                    | 2012 | —   | —  | —  | —   | —  | —  | —  | —  | —[H] | Take Me Home      |
| "Last First Kiss"                                             | 2012 | —   | —  | —  | —   | —  | —  | —  | —  | —[I] | Take Me Home      |
| "Loved You First"                                             | 2012 | —   | —  | —  | —   | —  | —  | —  | —  | —[J] | Take Me Home      |
| "I Would"                                                     | 2012 | —   | —  | —  | —   | —  | —  | —  | —  | —[K] | Take Me Home      |
| "C'mon, C'mon"                                                | 2012 | —   | —  | —  | —   | —  | —  | —  | —  | —[L] | Take Me Home      |
| "Don't Forget Where You Belong"                               | 2013 | 21  | —  | 26 | —   | 51 | 31 | —  | —  | —    | Midnight Memories |
| "Half a Heart"                                                | 2013 | 108 | —  | —  | —   | 82 | —  | —  | —  | —    | Midnight Memories |
| "Alive"                                                       | 2013 | 150 | —  | —  | —   | —  | —  | —  | —  | —    | Midnight Memories |
| "Better Than Words"                                           | 2013 | 185 | —  | —  | —   | —  | —  | —  | —  | —    | Midnight Memories |
| "Does He Know?"                                               | 2013 | 130 | —  | —  | —   | —  | —  | —  | —  | —    | Midnight Memories |
| "Happily"                                                     | 2013 | 120 | —  | —  | —   | —  | —  | —  | 35 | —    | Midnight Memories |
| "Little Black Dress"                                          | 2013 | 177 | —  | —  | —   | —  | —  | —  | —  | —    | Midnight Memories |
| "Little White Lies"                                           | 2013 | 149 | —  | —  | —   | —  | —  | —  | —  | —    | Midnight Memories |
| "Right Now"                                                   | 2013 | 173 | —  | —  | —   | —  | —  | —  | —  | —    | Midnight Memories |
| "Through the Dark"                                            | 2013 | 175 | —  | —  | —   | —  | —  | —  | —  | —    | Midnight Memories |
| "Why Don't We Go There"                                       | 2013 | 156 | —  | —  | —   | —  | —  | —  | —  | —    | Midnight Memories |
| "Fireproof"                                                   | 2014 | 92  | —  | —  | —   | —  | —  | —  | —  | —    | Four              |
| "Stockholm Syndrome"                                          | 2014 | 107 | —  | —  | —   | —  | —  | —  | 31 | 99   | Four              |
| "Change Your Ticket"                                          | 2014 | 149 | —  | —  | —   | —  | —  | —  | —  | —    | Four              |
| "Clouds"                                                      | 2014 | 183 | —  | —  | —   | —  | —  | —  | —  | —    | Four              |
| "Illusion"                                                    | 2014 | 181 | —  | —  | —   | —  | —  | —  | —  | —    | Four              |
| "No Control"                                                  | 2014 | 135 | —  | —  | —   | —  | —  | —  | —  | —    | Four              |
| "Once in a Lifetime"                                          | 2014 | 170 | —  | —  | —   | —  | —  | —  | —  | —    | Four              |
| "Spaces"                                                      | 2014 | 160 | —  | —  | —   | —  | —  | —  | —  | —    | Four              |
| "Act My Age"                                                  | 2014 | 140 | —  | —  | —   | —  | —  | —  | —  | —    | Four              |
| "If I Could Fly"                                              | 2015 | 79  | —  | —  | 70  | 53 | 89 | —  | 58 | 83   | Made in the A.M.  |
| "Olivia"                                                      | 2015 | 72  | —  | —  | 84  | 55 | —  | —  | 76 | 87   | Made in the A.M.  |
| "A.M."                                                        | 2015 | 83  | —  | —  | 81  | 62 | —  | —  | 78 | 94   | Made in the A.M.  |
| "Never Enough"                                                | 2015 | 89  | —  | —  | 100 | 65 | —  | —  | 89 | 100  | Made in the A.M.  |
| "Temporary Fix"                                               | 2015 | 86  | —  | —  | —   | 69 | —  | —  | 96 | 96   | Made in the A.M.  |
| "Hey Angel"                                                   | 2015 | 96  | —  | —  | 98  | 76 | —  | —  | 99 | —[R] | Made in the A.M.  |
| "I Want to Write You a Song"                                  | 2015 | 103 | —  | —  | 97  | 77 | —  | —  | 94 | —[S] | Made in the A.M.  |
| "Wolves"                                                      | 2015 | 99  | —  | —  | —   | 78 | —  | —  | —  | —[T] | Made in the A.M.  |
| "Walking in the Wind"                                         | 2015 | 104 | —  | —  | —   | 79 | —  | —  | —  | —[U] | Made in the A.M.  |
| "Long Way Down"                                               | 2015 | 106 | —  | —  | —   | 99 | —  | —  | —  | —[V] | Made in the A.M.  |
| "—" denotes recording that did not chart or was not released. |      |     |    |    |     |    |    |    |    |      |                   |

## Music videos
| Titel                                | År   | Instruktør(er)                     |
| ------------------------------------ | ---- | ---------------------------------- |
| "What Makes You Beautiful"           | 2011 | John Urbano                        |
| "Gotta Be You"                       | 2011 | John Urbano                        |
| "One Thing"                          | 2012 | Declan Whitebloom                  |
| "More than This"                     | 2012 | Andy Saunders                      |
| "Live While We're Young"             | 2012 | Vaughan Arnell                     |
| "Little Things"                      | 2012 | Vaughan Arnell                     |
| "Kiss You"                           | 2013 | Vaughan Arnell                     |
| "One Way or Another (Teenage Kicks)" | 2013 | One Direction                      |
| "Best Song Ever"                     | 2013 | Ben Winston                        |
| "Story of My Life"                   | 2013 | Ben Winston                        |
| "Midnight Memories"                  | 2014 | Ben Winston                        |
| "You & I"                            | 2014 | Ben Winston                        |
| "Steal My Girl"                      | 2014 | Ben and Gabe Turner[kilde mangler] |
| "Night Changes"                      | 2014 | Ben Winston[kilde mangler]         |
| "Drag Me Down"                       | 2015 | Ben and Gabe Turner[kilde mangler] |
| "Perfect"                            | 2015 | Sophie Müller [kilde mangler]      |
| "History"                            | 2016 | Ben Winston                        |

| Titel                                                                             | År   | Instruktør(er) |
| --------------------------------------------------------------------------------- | ---- | -------------- |
| "Heroes" (as part of The X Factor Finalists 2010)                                 | 2010 | Ukendt         |
| "Wishing on a Star" (The X Factor Finalists 2011 featuring JLS and One Direction) | 2011 | Ukendt         |
| "God Only Knows" (som BBC Music and Friends)                                      | 2014 | Ukendt         |
| "Do They Know it's Christmas?" (som Band Aid 30)                                  | 2014 | Ukendt         |